# Prohibition auf den Färöern

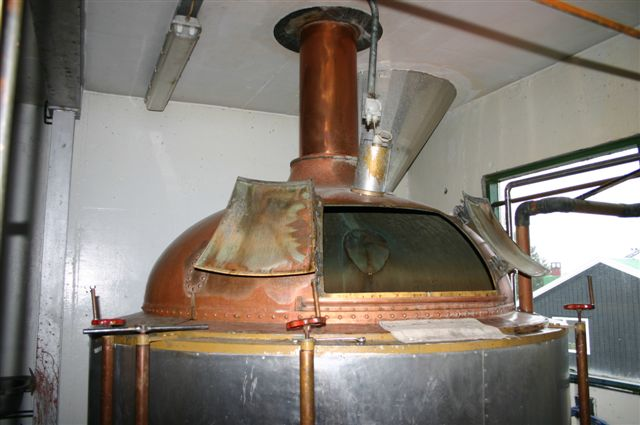
Brauereikessel bei der 2007 eingestellten Restorffs Bryggjarí in Tórshavn

Bei der Prohibition auf den Färöern ab 1907 waren der Handel, die Herstellung und der Ausschank von Alkohol verboten. Das Verbot wurde in mehreren Schritten gelockert, bis es 1992 schließlich ganz aufgehoben wurde.
Als das Verbot 1907 eingeführt wurde, geschah dies noch vor der Prohibition in Island (1915–1922), vor dem Brennevinsforbud in Norwegen (1916–1927) und vor den meisten anderen Ländern während der Prohibitionszeit. Als Argument wurde von der Abstinenzbewegung angeführt, dass der Alkoholmissbrauch große soziale Probleme mit sich führe. Besonders die vielen christlichen Gemeinschaften auf den Inseln drängten darauf, den Zugang zu Alkohol zu begrenzen. Im Gegensatz zu anderen westlichen Ländern, die ein striktes Verbot einführten, spätestens in den 1930er Jahren aber wieder abschafften, hielten die Färinger die Alkoholprohibition in Teilen bis 1992 aufrecht, weshalb die Färöer auch als das „trockenste Land Europas“ bezeichnet wurden.

## Vorgeschichte

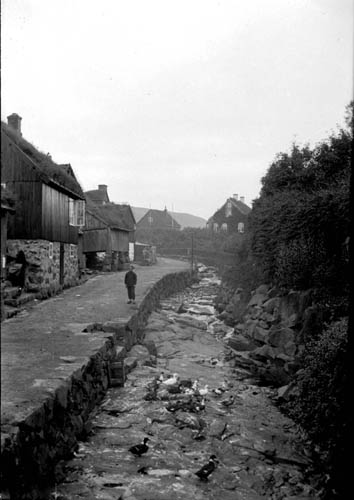
Tórshavn in den 1890ern

Die Aufhebung des königlichen Handelsmonopols und die Einführung des Freihandels im Jahr 1856 ermöglichten einen leichteren Zugang zu Alkohol und veränderten die Trinkgewohnheiten der Insulaner. Die vermehrten Unfälle unter angetrunkenen Fischern wurden dem zunehmenden Alkoholmissbrauch zugeschrieben. Tatsächlich kenterten in dieser Zeit viele Boote. Zudem sah man den Zusammenhalt der über Jahrhunderte gewachsenen Gemeinschaft als bedroht an. Die Gesellschaftsprobleme trugen daher zum starken Anwachsen der Abstinenzbewegung um die Jahrhundertwende bei. Deren Ziel sah vor, eine Begrenzung des Alkoholabsatzes gesetzlich zu verankern, während die Totalabstinenzbewegung gar ein vollständiges Verbot forderte. Die Abstinenzbewegung beschrieb ihre eigene Arbeit als ein Glied im Prozess, die Färinger zu „zivilisieren“. Zwar wurde 1892 Alkohol mit Zoll belegt, um des zunehmenden Alkoholmissbrauchs Herr zu werden, doch um den Alkohol zu verbieten, hatten die färöischen Abstinenzvereinigungen 1905 mehr als 5.600 Unterschriften gesammelt. Das entsprach einem Drittel der damaligen Inselbevölkerung und 65 Prozent der über Zwanzigjährigen. Selten zuvor hatte ein Anliegen eine so breite Unterstützung unter den Färingern. Das färöische Parlament, der Løgting, verkündete daraufhin in einer Erklärung, dass der Alkohol begrenzt werden sollte, hatte aber nur beratende Funktion für die dänische Regierung. Einer der Hauptverantwortlichen hinter diesem Unternehmen war der Abstinenzler Oliver Effersøe von der Partei Sambandsflokkurin.
Der einflussreiche Politiker Jóannes Patursson von der Sjálvstýrisflokkurin hatte dagegen eine eher liberale Haltung zu dem Thema. Im Folketing, der damals zweiten Kammer des dänischen Reichstages, hatte er als Vertreter der Färöer nichts unternommen, damit der Gesetzesvorschlag des Løgting beschlossen wurde und als Løgtingsmitglied sprach er sich gegen den Vorschlag der Alkoholbeschränkung aus. Der bekannte Königsbauer kam damit in Konflikt mit dem Løgting und mit der Mehrheit des färöischen Volkes. In der Parteizeitung der Sjálvstýrisflokkurin, der Tingakrossur, höhnte er über die Unterschriftskampagne der Abstinenzbewegung und sagte, dass der dänische Reichstag den Vorschlag kaum umsetzen würde und dass er „das Nudelholz mit gutem Gewissen zuhause auf den Färöern lassen würde“. Diese Aussage war ein sicheres Zeichen für seinen „politischen Selbstmord“.

### Vor der Einführung

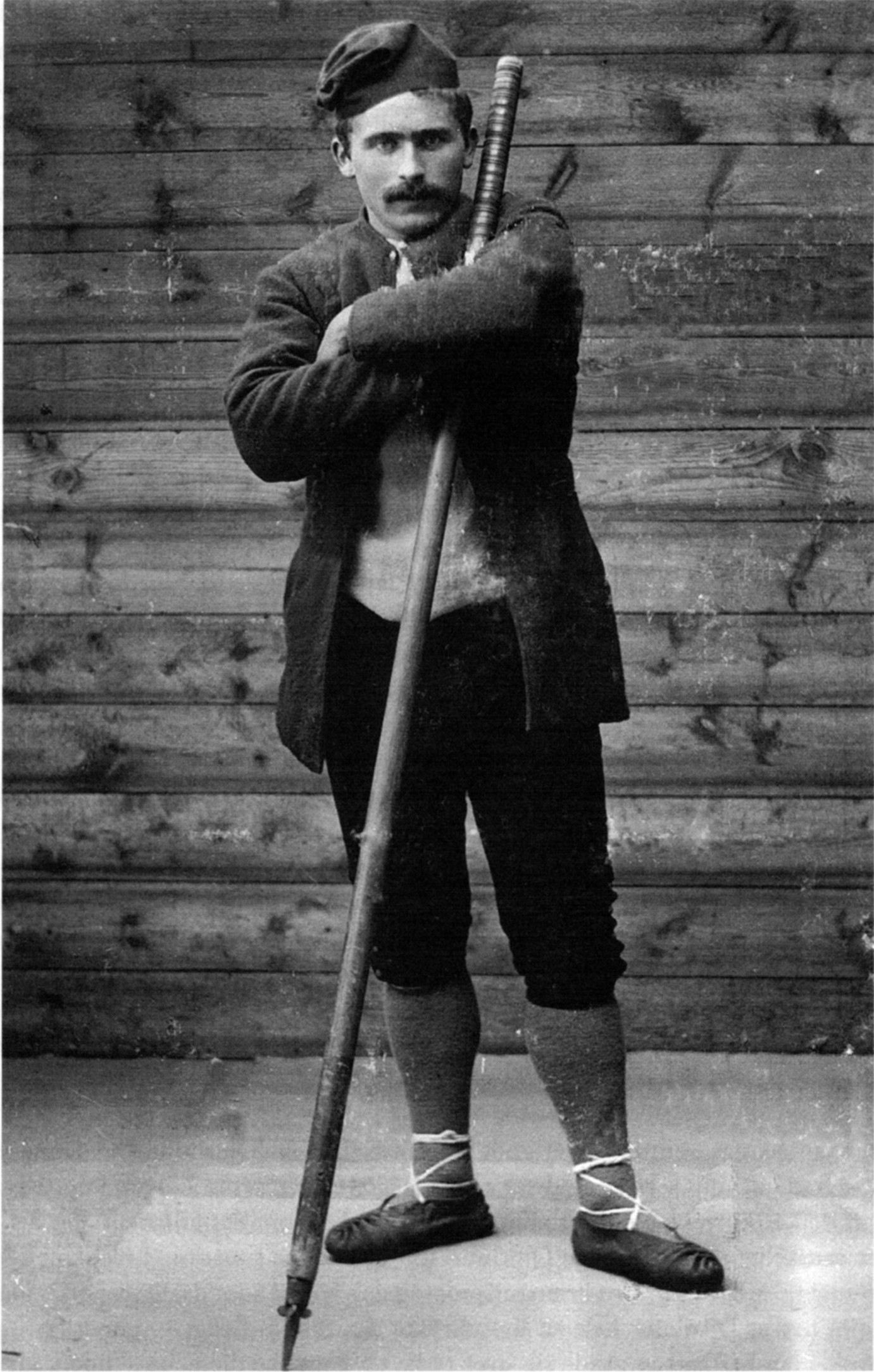
Jóannes Patursson um die Jahrhundertwende

Nachdem Patursson nichts in der Sache im Folketing unternehmen wollte, beschlossen die Abstinenzvereinigungen und Rasmus Christoffer Effersøe mit ihren 5.601 Unterschriften nach Kopenhagen zu reisen. Patursson war mit seiner Ansicht, dass die dänischen Politiker den Gesetzesvorschlag nicht unterstützen würden, im Recht. Die Parlamentarier waren der Ansicht, dass es nicht in eine liberale Zeit passte, dem Volk Bier oder Aquavit zu verwehren. Für Dänen, die ein Bier und ein Glas Aquavit als ein Teil des sozialen Miteinanders ansahen, wäre ein Verbot ganz ungebührlich gewesen. Doch die Sache war eine rein färöische Angelegenheit und als der Druck zu groß wurde, beschloss der Reichstag per Gesetz den Alkoholumsatz auf den Färöern zu beschränken, falls sich eine Mehrheit der Inselbevölkerung dafür aussprechen sollte. Die Angelegenheit hatte dabei große Bedeutung für den Wahlkampf zum Folketing, die Patursson gegen Oliver Effersøe 1906 verlor. Vor den Løgtingswahlen im gleichen Jahr lancierte Patursson seinen Plan, wie die Färöer ein selbstständiger Staat werden sollten, aber das Volksbegehren für die Prohibition wog schwerer und die Selbstverwaltungspartei Sjálvstýrisflokkurin verfehlte mit nur acht von 20 Mandaten die Mehrheit.

## Prohibitionszeit

### Volksabstimmung und Einführung
1907 wurde eine Volksabstimmung über die Einführung des „Nüchternheitsgesetzes“ (Ædruelighedsloven) abgehalten, um die Meinung des Volkes zu erfahren. Alle, die über 25 waren, konnten abstimmen. Dies war gleichzeitig die erste Wahl, bei der Frauen auf den Färöern Stimmrecht hatten. Als das Ergebnis feststand, zeigte sich, dass lediglich 137 Wähler für den Verkauf von Alkohol waren, während eine überwältigende Mehrheit von 3.558 Wählern (96 Prozent) dagegen stimmte. Das Gesetz konnte nun umgesetzt werden und galt zunächst für die ersten fünf Jahre. 1912 wurde es dann verlängert.
|                   | Stimmen | Anteil (%) |
| ----------------- | ------- | ---------- |
| Für den Verkauf   | 137     | 3,8        |
| Gegen den Verkauf | 3.558   | 96,2       |
| Gesamt            | 3.695   | 100,0      |

Für viele war die Volksabstimmung ein Wendepunkt. Von der Abstinenzbewegung wurde aus diesem Anlass eine große Parade in Tórshavn mit Flaggen und Gesängen arrangiert. Von nun an war der Handel mit und der Ausschank von Schnaps und Bier verboten. Für die zehn Händler mit Lizenz zum Verkaufen und Ausschenken bedeutete die Prohibition einen großen Einnahmeausfall. Es handelte sich dabei um vier Händler in Tórshavn, vier in Tvøroyri und zwei in Klaksvík. Aus allen Ecken der Inselgruppe eilte Kundschaft für die Händler herbei und die Lager leerten sich mit einem Schlag. Danach wurde der Alkohol lange Zeit nur noch schwarz verkauft, besonders vor der Weihnachtszeit.

### Import
1928 wurde das Alkoholverbot etwas gelockert. Bewohner der Inseln, die keine Steuerschulden hatten, bekamen die Erlaubnis, Alkohol für den eigenen Verbrauch zu importieren. 1949, ein Jahr nach der Autonomie, wurde der Alkoholimport wieder begrenzt. Pro Person durften vierteljährlich nicht mehr als neun Flaschen mit Spirituosen für den Eigenverbrauch importiert werden. Tatsächlich bestellten nur die Wenigsten diese Menge, denn der Alkoholverbrauch lag weiterhin beträchtlich unter dem der Dänen. Noch 1973 wurde bei einer Volksabstimmung der Vorschlag abgelehnt, den Brauereien die Erlaubnis zu erteilen, starkes Bier zu brauen. Trinkfreudige Bewohner behalfen sich mit der Anmeldung in sogenannten „Bierklubs“, die es noch immer in allen größeren Ortschaften gibt. Die beiden Brauereien Føroya Bjór und Restorffs Bryggjarí ließen mit Lizenz extra starkes Bier, das lediglich privat importiert werden konnte, jeweils von den dänischen Brauereien Harboes Bryggeri in Skælskør und Wiibroes Bryggeri in Helsingør brauen.

### Lockerung 1980

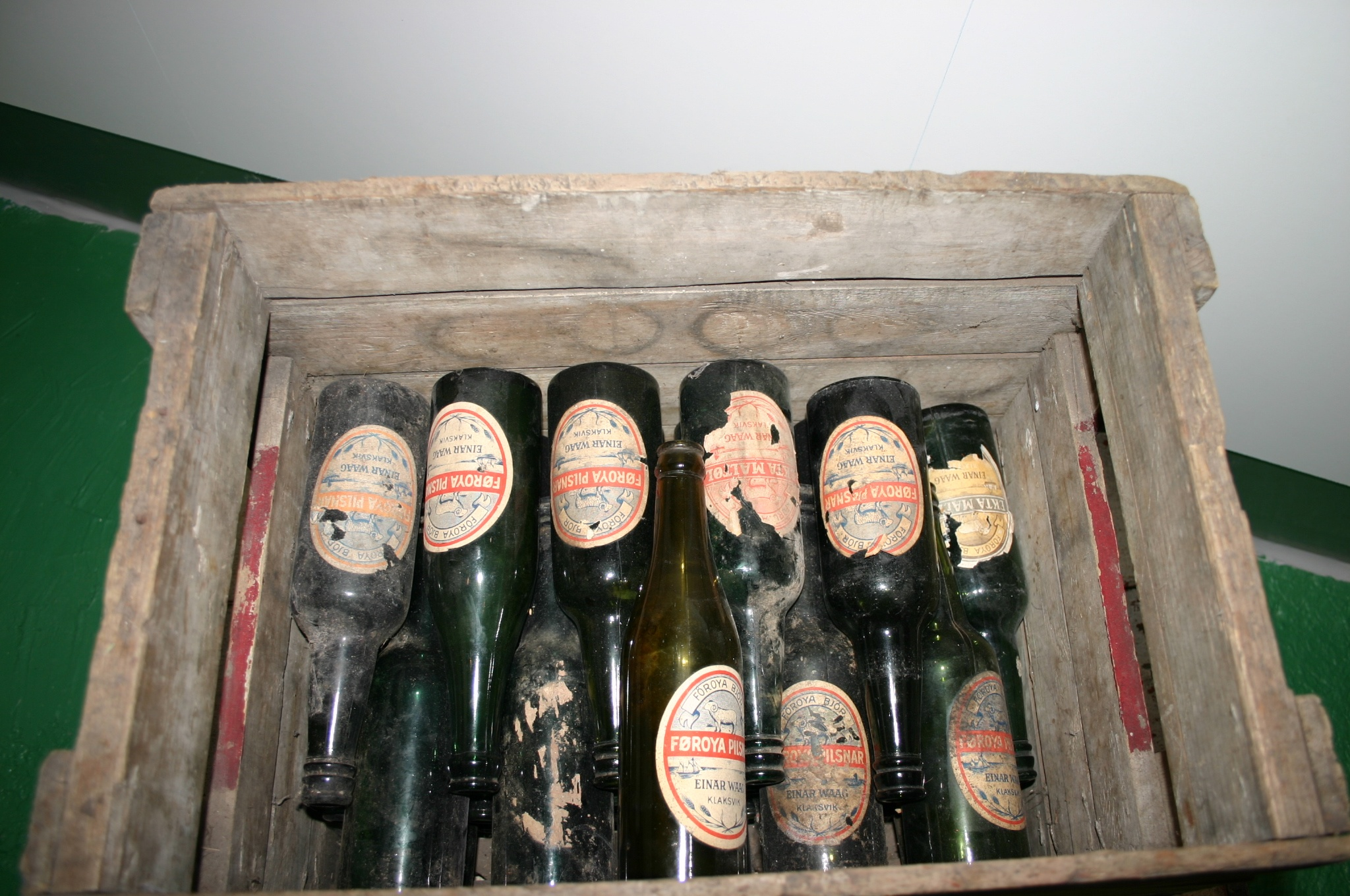
Alte färöische Bierflaschen

Im April 1980 erhielten die beiden Brauereien die Erlaubnis, Bier mit zunächst 4,6 % (später 5,8 %) Prozent Alkohol zu brauen und zu verkaufen. Das ist stärker als das bis dahin erlaubte Leichtbier mit maximal 2,7 %. Die beiden färöischen Brauereien nutzten das neue Gesetz, um neue Biersorten einzuführen. Gleichzeitig wurde der Import von Bier, dessen Alkoholgehalt mehr als 4,6 % (heute 5,8 %) betrug, und Spirituosen mit mehr als 60 % Alkohol verboten. Die färöischen Brauereien hatten Schwierigkeiten, ihr Bier ebenso günstig anzubieten wie das importierte dänische Bier. Aber allmählich stabilisierte sich die Situation, so dass das färöische Bier bald 90 % des Gesamtumsatzes ausmachte. Das färöische Bier ist von so hoher Qualität, dass Føroya Bjór regelmäßig dänische Bierpreise gewann.

## Ende der Prohibition

### Rúsdrekkasøla Landsins
Um Steuern zu sparen, importierte der Alkohol konsumierende Teil der Bevölkerung statt Bier eher hochprozentigeren Alkohol. Deswegen verabschiedete der Løgting am 20. März 1992 ein neues Gesetz, das den Verkauf und Ausschank von Alkohol erlaubte. Der Verkauf von alkoholhaltigen Waren sollte durch vom Staat kontrollierte Geschäfte, den sogenannten Rúsdrekkasøla Landsins (auf Deutsch wörtlich: „Rauschgetränkverkauf des Landes“; sinngemäß: „Alkoholgeschäft des Landes“), reguliert werden. Diese Monopoleinrichtungen orientierten sich am Vorbild der norwegischen Vinmonopolet, der schwedischen Systembolaget, der isländischen Vínbúðin und der finnischen Alko. Im Mutterland Dänemark hingegen gibt es keine Einrichtungen dieser Art. Die im Volksmund rúsan genannten Läden bieten zwar als Einzige Alkohol im offenen Verkauf an, doch bildet helles Bier, ljóst pilsnar genannt, eine Ausnahme, denn mit 2,7 % Alkohol darf es überall verkauft werden. Am 2. November 1992 startete der Verkauf zunächst in den beiden größten Ortschaften auf den Inseln, in Tórshavn und Klaksvík. Bereits ein halbes Jahr später wurden vier weitere Filialen in Trongisvágur, Skálavík, Saltangará und Miðvágur eröffnet. Der Ansturm der Kauffreudigen war so groß, dass schnell die Forderung nach verlängerten Öffnungszeiten aufkam.

### Ausschank
Die Freigabe für den Ausschank in Restaurants und Hotels trat im Juni 1992 in Kraft, wobei die Altersgrenze bei 18 Jahren liegt. Zunächst waren es nur zwei Hotels in Tórshavn, die die Ausschankerlaubnis erhielten, doch bereits im Juli 1992 folgten sechs weitere Hotels und Restaurants in ebenso vielen Ortschaften.
Im Juni 1993 wurde die Ausschankerlaubnis für Alkohol auf sämtliche elf Bierklubs erweitert. Um Einlass zu erhalten, muss man bei einigen immer noch angemeldet sein oder von einem Mitglied eingeladen werden. Die Bierklubs, die trotz Aufhebung der Prohibition weiterbestehen, müssen sich nun neben den Hotels und Restaurants behaupten.